# André Berghegger

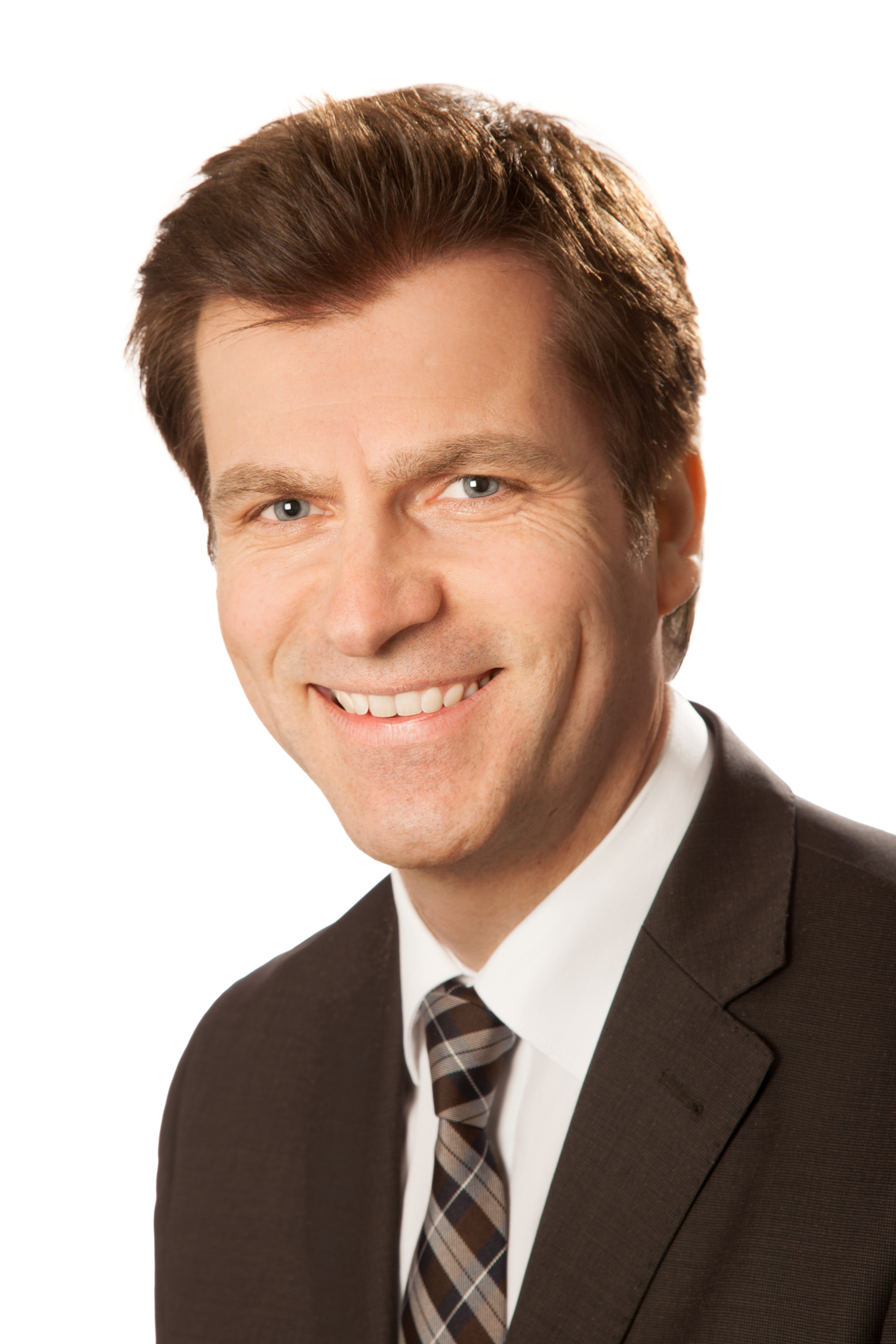
André Berghegger (2013)

André Berghegger (* 5. Juli 1972 in Osnabrück) ist ein deutscher Politiker (CDU) und Jurist. Er war von 2006 bis 2013 Bürgermeister der Stadt Melle. Von 2013 bis 2023 war er Mitglied des Deutschen Bundestages. Seit 2024 ist er Hauptgeschäftsführer des Deutschen Städte- und Gemeindebundes.

## Leben
Berghegger besuchte von 1978 bis 1984 die Grundschule und Orientierungsstufe in Ostercappeln. Von 1984 bis 1991 ging er auf das Gymnasium in Bad Essen. Nachdem er von 1991 bis 1992 seinen Grundwehrdienst in der Barbara-Kaserne Delmenhorst abgeleistet hatte, absolvierte er von 1992 bis 1995 eine Ausbildung im gehobenen allgemeinen Verwaltungsdienst beim Landkreis Osnabrück. Von 1995 bis 2000 studierte Berghegger Rechtswissenschaften an der Universität Osnabrück. Von 2000 bis 2002 absolvierte er sein Referendariat. Danach promovierte er von 2002 bis 2003 an der Universität Osnabrück bei Jörn Ipsen. Berghegger war von 2004 bis 2006 Dezernent für Finanzen und Wirtschaft in Melle. Seit 2006 ist er Mitglied im Verwaltungsrat der Kreissparkasse Melle.
Berghegger ist verheiratet, hat zwei Kinder und ist römisch-katholischer Konfession.

## Politische Laufbahn
Berghegger trat 1996 in die CDU ein. Von 1996 bis 2001 gehörte er für seine Partei dem Gemeinderat von Ostercappeln an. Im Oktober 2012 erfolgte seine Wahl zum stellvertretenden Vorsitzenden des Kreisverbandes der CDU im Landkreis Osnabrück.
Berghegger war von November 2006 bis Oktober 2013 hauptamtlicher Bürgermeister der Stadt Melle. Von Juni 2011 bis Oktober 2013 war er Mitglied im Präsidium des Niedersächsischen Städtetages, nachdem er bereits von Oktober 2009 bis Mai 2011 stellvertretendes Mitglied war. Seit dem 22. Oktober 2013 ist er Mitglied des Deutschen Bundestages. Bei der Bundestagswahl 2013 war er Direktkandidat seiner Partei für den Bundestagswahlkreis Osnabrück-Land, den er mit 53,1 % der Erststimmen gewann. Im 18. Bundestag war Berghegger Mitglied im Innenausschuss. Seit der 19. Wahlperiode ist Berghegger Mitglied sowie Obmann im Haushaltsausschuss und im Rechnungsprüfungsausschuss. Zudem gehört er als stellvertretendes Mitglied dem Ausschuss für Inneres und Heimat an. Außerdem ist er Delegationsleiter der Interparlamentarische Konferenz über Stabilität, wirtschaftspolitische Koordinierung und Steuerung in der EU.
Berghegger ist seit dem 17. Februar 2022 Mitglied des Vertrauensgremiums zur Billigung der Haushaltspläne der Nachrichtendienste des Bundes.
Zum Jahresende 2023 legte Berghegger sein Bundestagsmandat nieder. Für ihn rückte Ingrid Pahlmann in den Bundestag nach.
Seit dem 1. Januar 2024 ist Berghegger als Nachfolger von Gerd Landsberg Hauptgeschäftsführers des Deutschen Städte- und Gemeindebundes.